# Gloeomucro yakusimensis
Gloeomucro yakusimensis é uma espécie de fungo pertencente à família Hydnaceae.